# Бакалова къща
Бакаловата къща (на гръцки: Αρχοντικό Μπακάλη) е възрожденска къща в град Костур, Гърция.
Къщата е разположена в южната традиционна махала Долца (Долцо) на улица „Евраида“ № 43 и улица „Коцидис“ № 2. В архитектурно отношение е двуетажна и принадлeжи към типа квадратни сгради с вписан кръст. Сградата е изцяло реставрирана.